# Ахарам

Ахарам

Малаяли акшарамал

Ахарам (малаял. അകാരം) — первая буква алфавита малаялам,  означает звук: ненапряжённый гласный среднего ряда нижнего подъёма.

## Вйакаранам (грамматика)
- А — окончание прилагательных.